# Grijze marmot
De grijze marmot (Marmota caligata) is een marmot die voorkomt in het westen van Noord-Amerika.
De grijze marmot heeft een dikke harige vacht die op zijn kop en rug zilvergrijs is, en op zijn staart en buik roodbruin. Zijn pootjes zijn zwart, en rond zijn ogen en bek is de vacht wit. Hij heeft kleine oortjes en lange klauwen aan voor- en achterpoten.
Het dier wordt tussen de 45 en 60 centimeter lang, en zijn staart meet dan nog 17 tot 25 centimeter. Hij wordt tussen de 4 en 9 kilo zwaar.
De grijze marmot wordt gevonden in rotsachtige berggebieden en op alpenweiden, in het westen van Noord-Amerika. Hij voedt zich daar met grassen, groene planten en zaden. In de herfst ontwikkelt hij een dikke laag vet, voordat hij in winterslaap gaat. In zijn meest zuidelijke leefgebied duurt zijn winterslaap van oktober tot februari, maar meer in het noorden slaapt hij van september tot april.
Grijze marmotten paren vlak na de winterslaap. De draagtijd is ongeveer een maand, waarna er twee tot vier jongen worden geboren. Zij blijven gedurende twee jaar bij hun moeder.
Als er voldoende voedsel aanwezig is, leven grijze marmotten in groepen bestaande uit een dominant mannetje, enkele geslachtsrijpe vrouwtjes met hun jongen en een aantal ondergeschikte mannetjes. Alleen het dominante mannetje paart met de vrouwtjes in de groep. Als er minder voedsel beschikbaar is, leeft de grijze marmot in kleine gezinnetjes bestaande uit een mannetje, een vrouwtje en jongen.
De grijze marmotten hanteren een vocaal alarmsysteem. Ze waarschuwen elkaar door middel van fluiten en trillers voor vijanden zoals vossen en roofvogels.